# Nissan Lannia

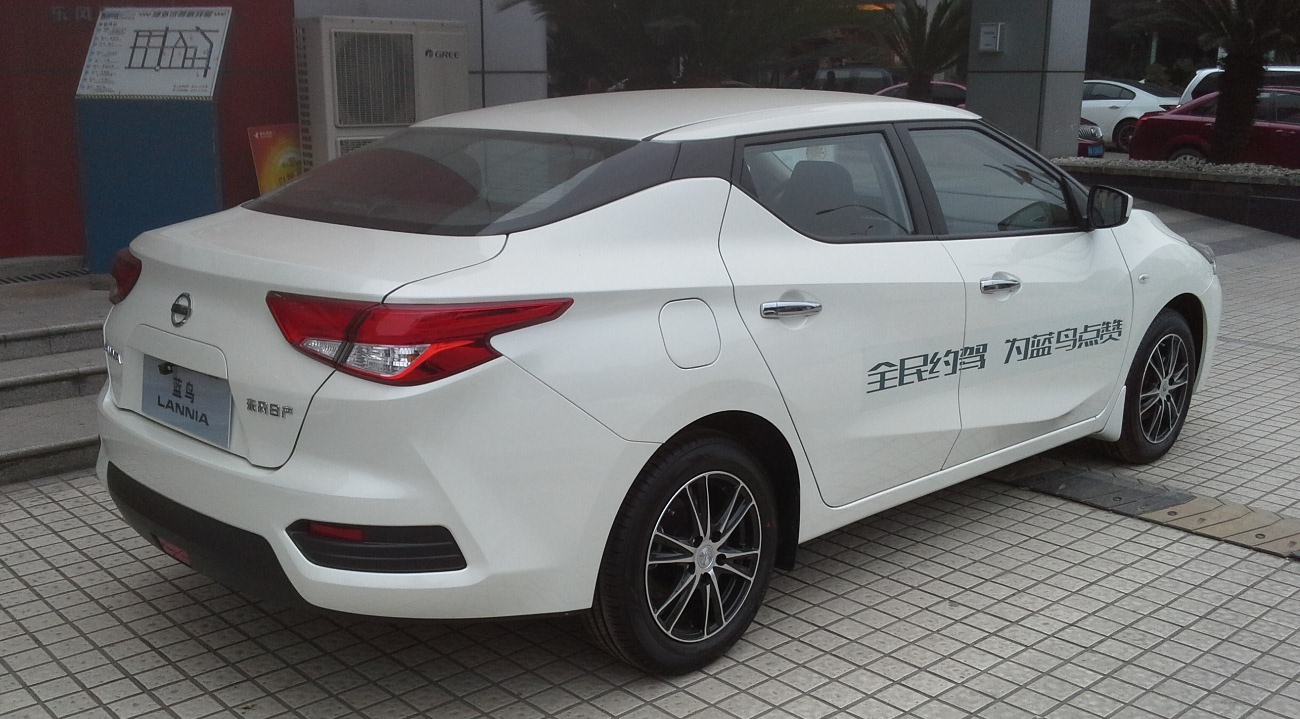
Heckansicht

Der Nissan Lannia ist ein PKW-Modell des japanischen Automobilherstellers Nissan, das speziell für den chinesischen Markt entworfen wurde. Das chinesische „Lanniao“ ist gleichbedeutend mit „bluebird“.
Die viertürige Stufenhecklimousine ist der Kompaktklasse zuzuordnen.

## Studien und Design
Auf der Auto China 2014 in Peking hatte Nissan eine erste Studie für ein neues Stufenheckmodell unter der Bezeichnung „Friend-ME“ vorgestellt. Auf der gleichen Messe hatte Nissan eine Konzeptstudie des Lannia vorgestellt. Beide entstanden in Nissans chinesischem Design-Center. Auf der Auto Shanghai 2015 zeigte Nissan erstmals das Serienmodell, dessen Design sehr nah an der Konzeptstudie blieb. Auf dieser Messe wurde der Lannia als „Best New Model to Come“ ausgezeichnet. In China sind klassische Stufenhecklimousinen beliebt. Nissan vereint im Lannia diese klassische Form mit auffälligen Designelementen wie bumerangförmigen Leuchten, V-förmigem Kühlergrill und wellenförmiger C-Säule. Der Lannia soll mit seinem auffälligen Design und moderner Konnektivität junge Käufer ansprechen.

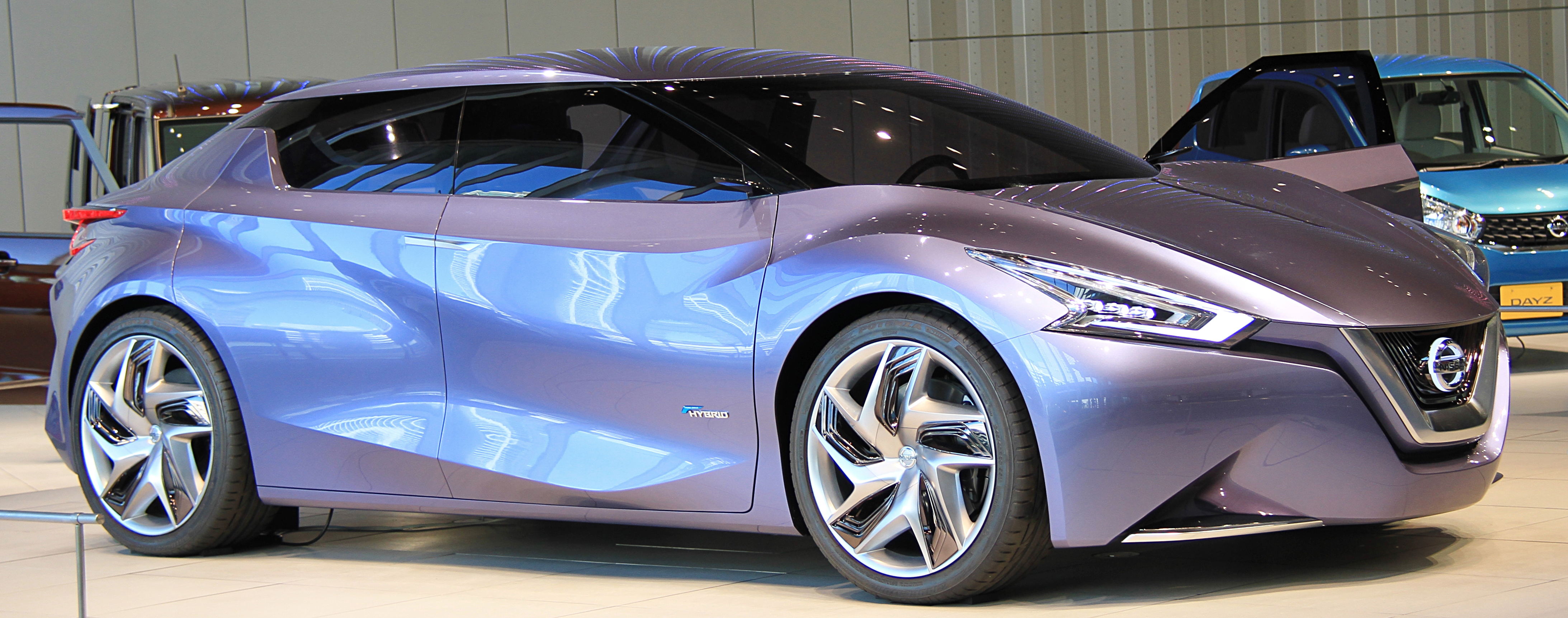
Studie „Friend-ME“
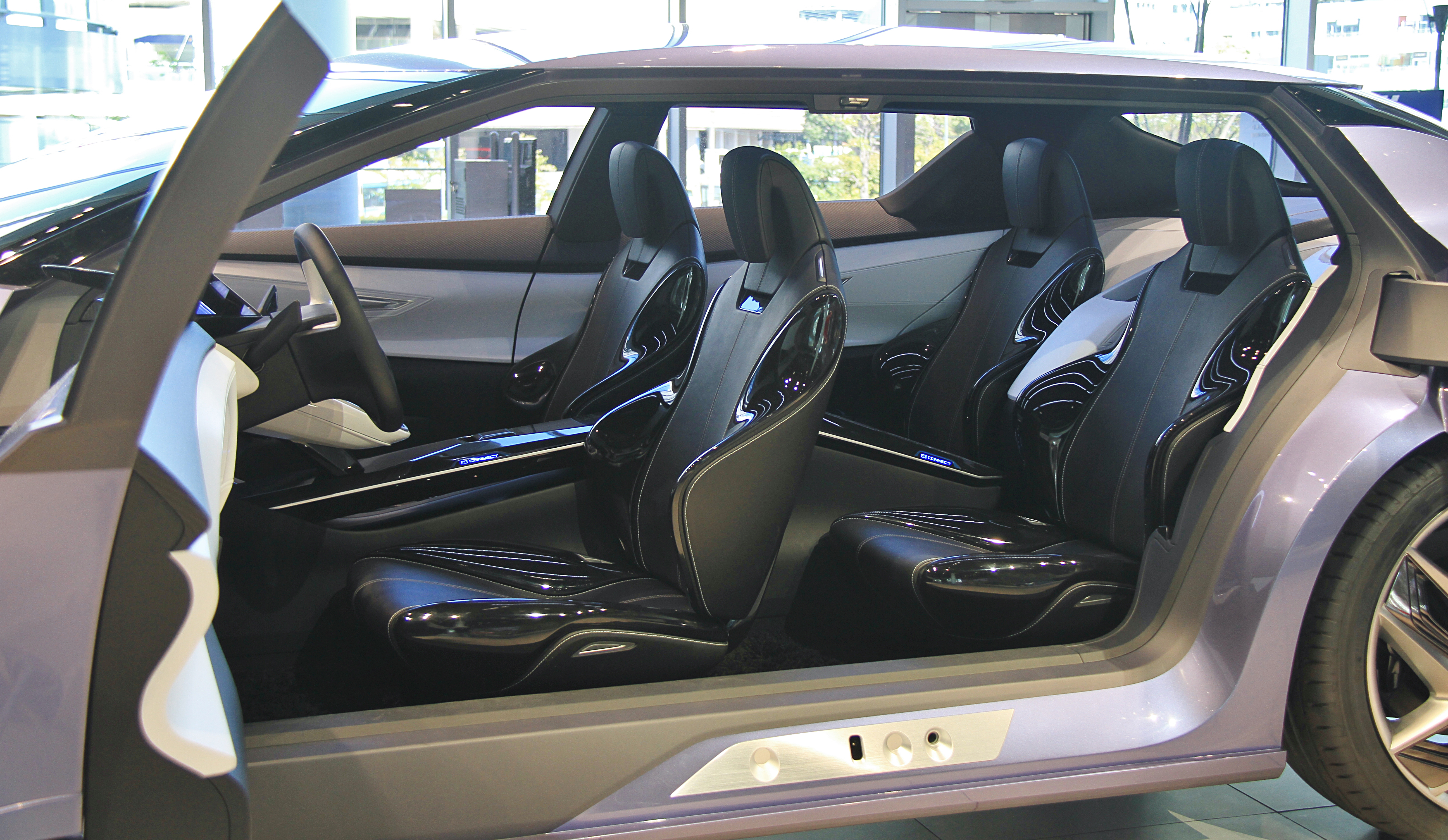
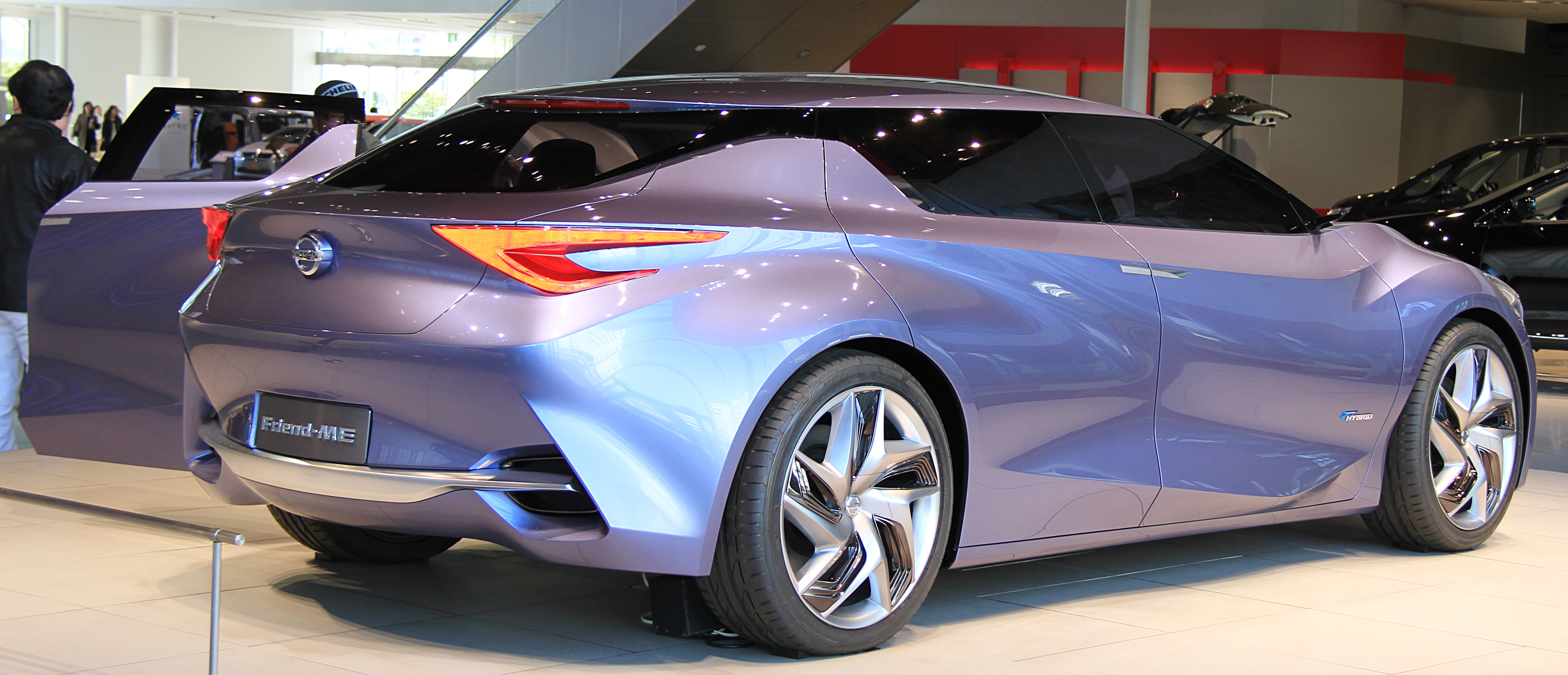

## Ausstattung
Der Lannia hat eine elektrische Servolenkung und eine Fahrdynamikregelung (Vehicle Dynamics Control, VDC). Weiter bot Nissan ein Sicherheitspaket mit Parkraumüberwachung, Spurhalteassistent und Tot-Winkel-Assistent an.

## Motorisierung
Für den Lannia war ein 1,6-Liter-Ottomotor erhältlich. Als Getriebe kamen eine 5-Gang-Schaltgetriebe oder ein stufenloses Getriebe zum Einsatz.
|                                             | 1.6                   |                               |
| Bauzeitraum                                 | 09/2020–12/2023       | 10/2015–09/2020               |
| Motorkenndaten                              |                       |                               |
| Motortyp                                    | R4-Ottomotor          | R4-Ottomotor                  |
| Hubraum                                     | 1598 cm³              | 1598 cm³                      |
| Verdichtungsverhältnis                      | 9,8 : 1               | 9,8 : 1                       |
| max. Leistung bei min−1                     | 90 kW (122 PS) / 6000 | 93 kW (126 PS) / 5600         |
| max. Drehmoment bei min−1                   | 155 Nm / 4000         | 154 Nm / 4000                 |
| Kraftübertragung                            |                       |                               |
| Antrieb                                     | Vorderradantrieb      | Vorderradantrieb              |
| Getriebe, serienmäßig                       | stufenloses Getriebe  | 5-Gang-Schaltgetriebe         |
| Getriebe, optional                          | —                     | (stufenloses Getriebe)        |
| Messwerte                                   |                       |                               |
| Höchstgeschwindigkeit                       | 185 km/h              | 195 km/h (190 km/h)           |
| Beschleunigung, 0–100 km/h                  | 12,1 s                | 11,8 s (11,7 s)               |
| Kraftstoffverbrauch auf 100 km (kombiniert) | 5,2–5,3 l Super       | 6,0 l Super (5,3–5,7 l Super) |
| Leergewicht                                 | 1239–1257 kg          | 1195–1203 kg (1228–1260 kg)   |

## Verfügbarkeit
Der Lannia wurde zwischen Oktober 2015 und Dezember 2023 in China angeboten. Der Preis begann bei 105.900 Yuan, umgerechnet etwa 14.800 Euro.